# Triết Siberia
Triết Siberia (danh pháp hai phần: Mustela sibirica) là một loài động vật có vú trong họ Chồn, bộ Ăn thịt. Loài này được Pallas mô tả năm 1773.

## Hình ảnh

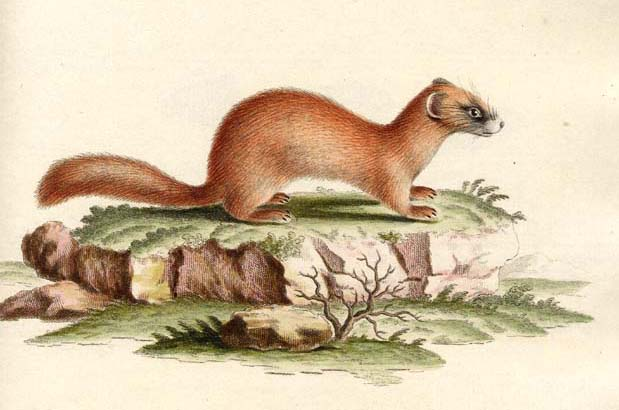
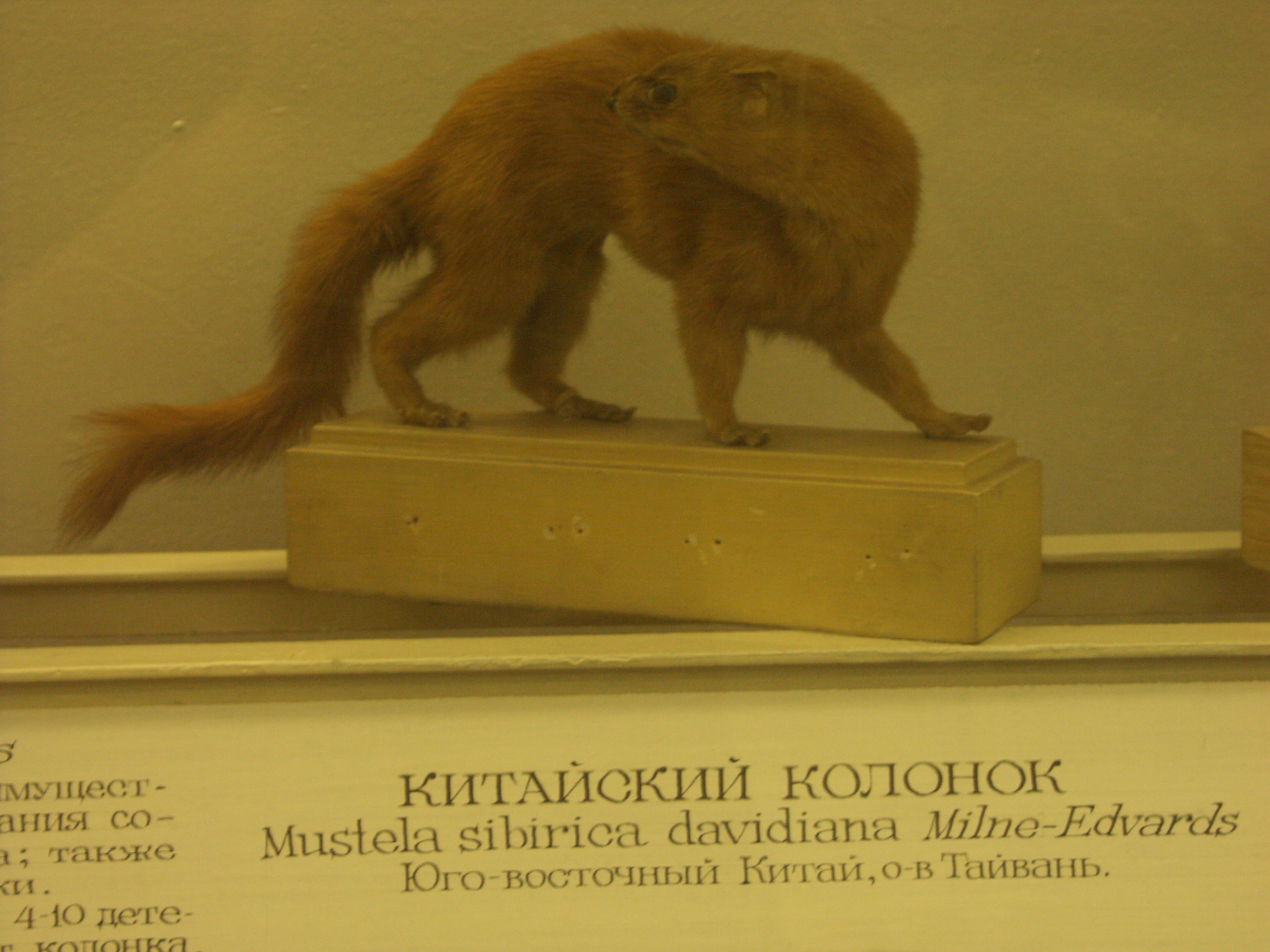
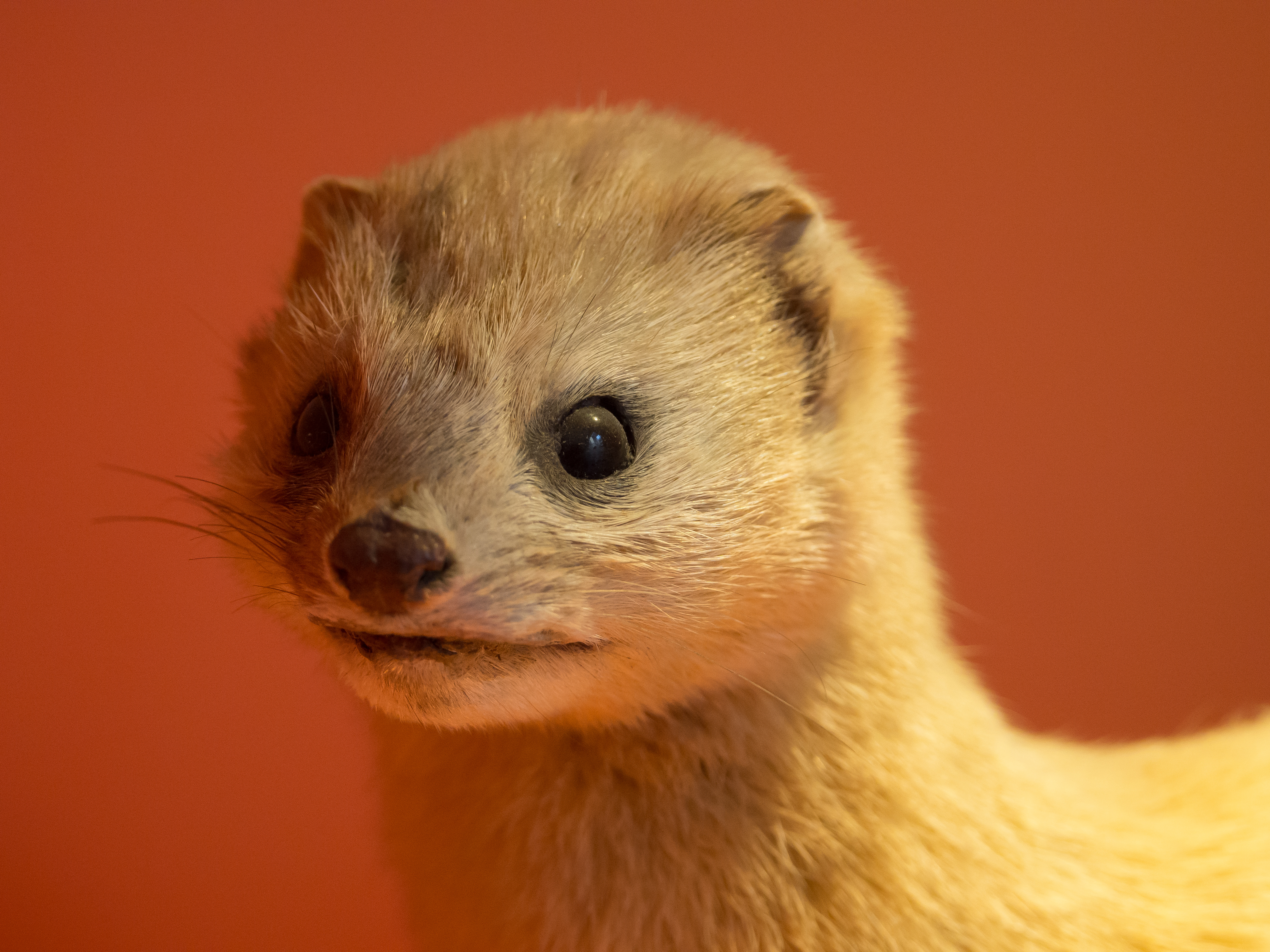
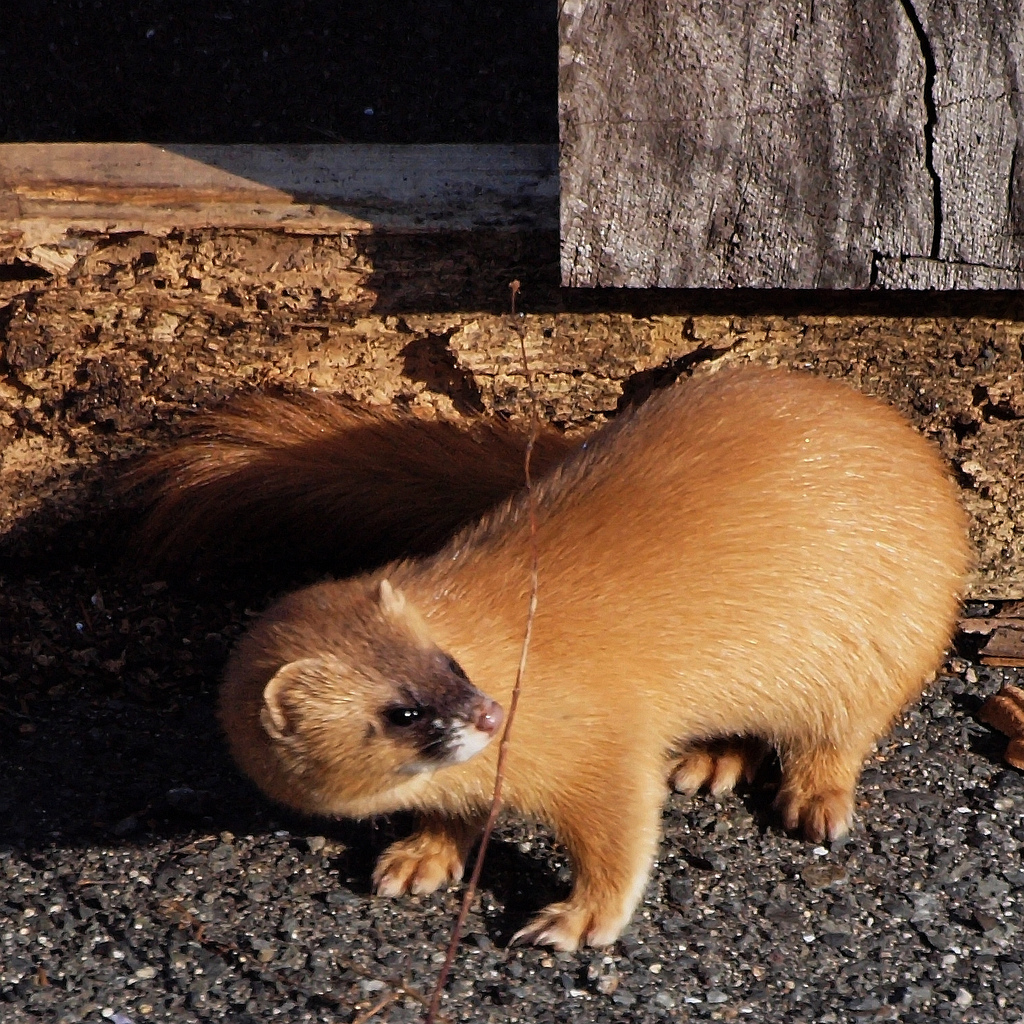